# Natalija Mihajlovna Dugyinszkaja
Natalija Mihajlovna Dugyinszkaja (oroszul: Наталия Михайловна Дудинская) (Harkiv, 1912. augusztus 8. – Szentpétervár, 2003. január 29.) ukrán származású orosz prímabalerina, a Kirov balett-társulat táncosa. Az 1930-as évektől az 1960-as évekig táncolt, majd balettoktató lett. Férje Konsztantyin Mihajlovics Szergejev balett-táncos volt.

## Élete és pályafutása
Édesanyja Natalija Tagliori művésznéven szintén balett-táncos volt, Dugyinszkaja tőle vette első balettleckéit. 1931-ben végezte el a Leningrádi koreográfiai iskolát Agrippina Vaganova irányítása alatt. Azonnal szólótáncos lett a Leningrádi Állami Akadémiai Opera- és Balettszínházban, és A hattyúk tavában debütált. Nagyban hozzájárult a kortárs balettrepertoár kialakításához, és számos hazai ősbemutatónak volt az első előadója.
A második világháború alatt sem hagyta abba a táncot, színházak mellett kórházakban, gyárakban, gyermekotthonokban és a fronton is fellépett.  Leningrád ostroma idején többször is a városba repült néhány táncostársával, hogy a blokád alatt álló népet szórakoztassa. 1951-től már oktatott, többek között a Vaganova akadémián, de az USA-ban, Japánban, Lengyelországban és Finnországban is dolgozott pedagógusként. 1963 és 1978 között a Kirov Állami Akadémiai Opera- és Balettszínházban tanított.
Megkapta többek között a Szovjetunió népművésze (1957) kitüntetést, a Leningrád Védelméért emlékérmet, valamint számos egyéb szovjet kitüntetést.